# Automóviles Nike
Automóviles Nike war ein spanischer Hersteller von Automobilen.

## Unternehmensgeschichte
Das Unternehmen aus Barcelona begann 1917 unter Leitung von J. Alejandro Riera mit der Produktion von Automobilen. 1919 wurden Fahrzeuge auf der Automobilausstellung in Barcelona präsentiert. In dem Jahr endete auch die Produktion nach fünf hergestellten Exemplaren.

## Fahrzeuge
Konstrukteur war Antonia Riera Cordoba. Das einzige Modell war der 12/15 HP. Der selbst hergestellte Vierzylindermotor wies Leichtmetallkolben auf. Eine Besonderheit stellte eine Panoramascheibe dar, mit der ein Prototyp ausgestattet war.

## Kühlerfigur
Die Kühlerfigur zeigte in Anlehnung an den Markennamen die griechische Siegesgöttin Nike.